# Poagrostis pusilla
Poagrostis pusilla là một loài thực vật có hoa trong họ Hòa thảo. Loài này được (Nees) Stapf miêu tả khoa học đầu tiên năm 1900.